# ヴァイオリンソナタ (エルガー)
ヴァイオリンソナタ ホ短調 作品82 は、エドワード・エルガーが作曲した唯一のヴァイオリンソナタである。

## 概要
サセックス州ブリンクウェルズにて、1918年の8月から9月にかけて作曲された。同年から翌1919年にかけては、弦楽四重奏曲ホ短調 作品83、ピアノ五重奏曲イ短調 作品84も作曲されている。
初演は1918年10月、エルガーのロンドンの邸宅「セヴァーン・ハウス」において、W.H.リードのヴァイオリンとアンソニー・バーナードのピアノにより行われた。リードはロンドン交響楽団のリーダー（コンサートマスター）を長年務めたヴァイオリニストで、エルガーの友人であった。公的な初演は翌1919年3月21日にロンドンのエオリアン・ホールで、リードとランドン・ロナルドにより行われた。

## 構成
3楽章からなる。演奏時間は約25分。
- 第1楽章　アレグロ
- 第2楽章　ロマンス　アンダンテ
- 第3楽章　アレグロ・ノン・トロッポ